# Colfax (Carolina del Norte)
Colfax es una pequeña área no incorporada ubicada del condado de Guilford en el estado estadounidense de Carolina del Norte. Para  el año 2000 la localidad tenía una población de 2.469 habitantes.
Ese mismo año la comunidad intentó ser incorporada pero después de que la petición fuese analizada por una comisión mixta se concluyó que los límites propuestos no fueron suficientes para su incorporación en la Ley de Carolina del Norte . 